# Archiprezbiterat Ílhavo
Archiprezbiterat Ílhavo − jeden z 10 wikariatów diecezji Aveiro, składający się z 6 parafii:
- Parafia Costa Nova do Prado
- Parafia Gafanha do Carmo
- Parafia Gafanha da Encarnação
- Parafia Gafanha da Encarnação
- Parafia Praia da Barra
- Parafia São Salvador de Ílhavo